# Coletiva de imprensa
Coletiva de imprensa (português brasileiro) ou conferência de imprensa (português europeu) ou entrevista coletiva é um evento midiático onde uma assessoria de imprensa convida jornalistas para transmitir-lhes alguma informação, frequentemente abrindo espaço para que estes façam perguntas acerca do assunto.

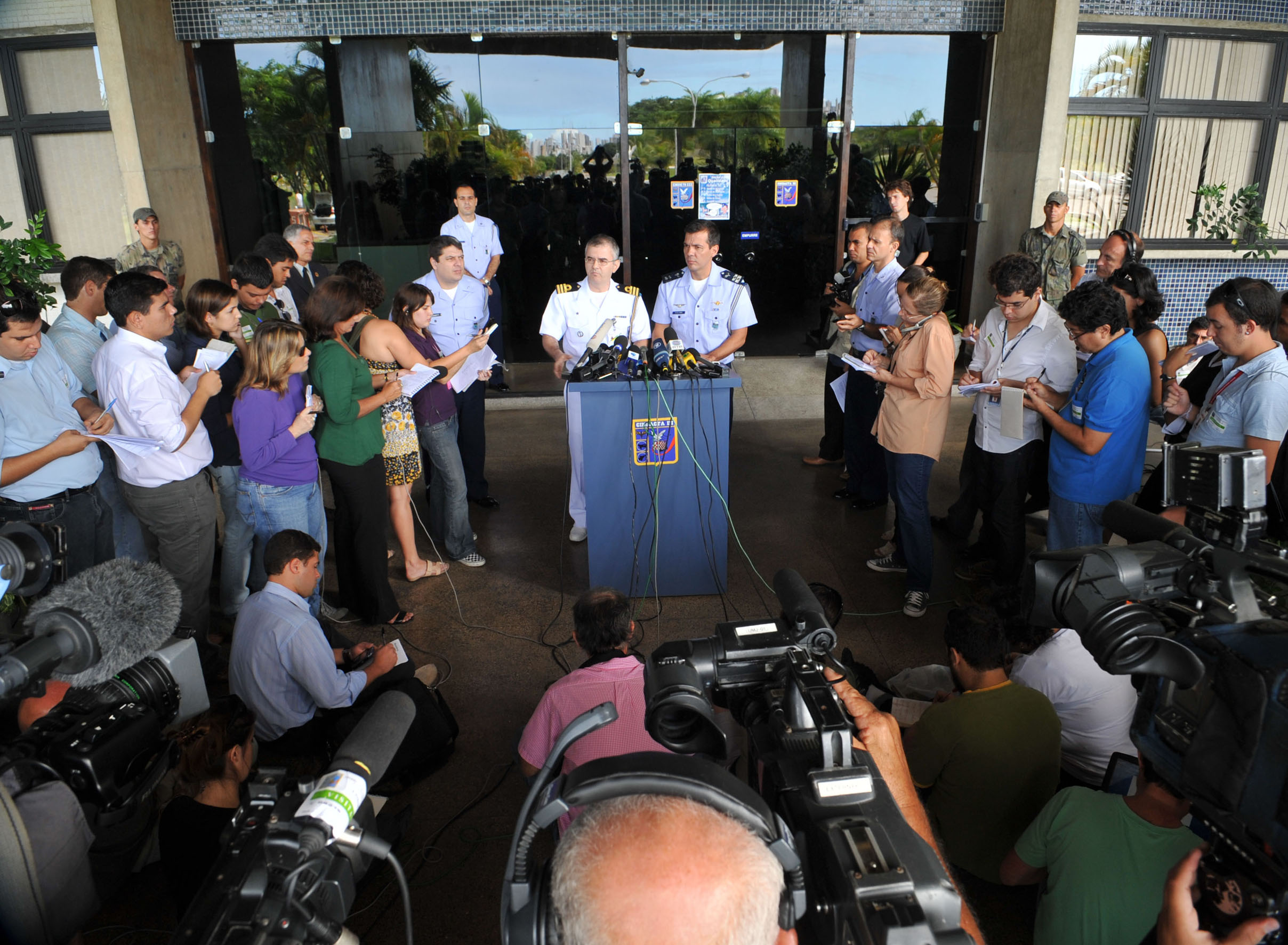
Coletiva de imprensa sobre informações do Voo Air France 447, que caiu no Oceano Atlântico em 2009, com repórteres do mundo todo.

Existem dois motivos principais para o agendamento de uma coletiva de imprensa. Uma é que a assessoria está tendo que responder a muitos questionamentos de repórteres – por telefone, por exemplo – e assim pode responder a todos de uma vez só; outro motivo é tentar atrair a atenção da imprensa para algo que, a princípio, não atraiu a atenção dos jornalistas.